# Acroplectis
Acroplectis là một chi bướm đêm thuộc phân họ Tortricinae của họ Tortricidae.

## Các loài
- Acroplectis haemanthes Meyrick, 1927